# Coturnicops
A Coturnicops a madarak (Aves) osztályának a darualakúak (Gruiformes) rendjébe, ezen belül a guvatfélék (Rallidae) családjába tartozó nem.

## Rendszerezés
A nembe az alábbi 3 faj tartozik.
- sárga vízicsibe (Coturnicops noveboracensis)
- Darwin-vízicsibe (Coturnicops notatus)
- mandzsuríai vízicsibe (Coturnicops exquisitus)